# Paulo Henrique Franco Lucinda
Paulo Henrique Franco Lucinda est un ichtyologiste neotropical et zoologiste brésilien.

## Biographie
Laboratoire d'ichtyologie systématique à l'Université fédérale du Tocantins au Brésil.

## Famille
Paulo Henrique Franco Lucinda a pour famille notamment Alessandra M.V. Lucinda elle aussi Ichtyologiste neotropical, Zoologiste Brésilien et Pedro M. Lucinda.

## Espèces décrites
Un certain nombre d'espèces ont été révisées ou nouvellement décrites par Paulo Henrique Franco Lucinda, notamment:
- genre Phalloceros
- Phalloceros alessandrae Lucinda, 2008
- Phalloceros anisophallos Lucinda, 2008
- Phalloceros aspilos Lucinda, 2008
- Phalloceros buckupi Lucinda, 2008
- Phalloceros elachistos Lucinda, 2008
- Phalloceros enneaktinos Lucinda, 2008
- Phalloceros harpagos Lucinda, 2008
- Phalloceros heptaktinos Lucinda, 2008
- Phalloceros leptokeras Lucinda, 2008
- Phalloceros leticiae Lucinda, 2008
- Phalloceros lucenorum Lucinda, 2008
- Phalloceros malabarbai Lucinda, 2008
- Phalloceros megapolos Lucinda, 2008
- Phalloceros mikrommatos Lucinda, 2008
- Phalloceros ocellatus Lucinda, 2008
- Phalloceros pellos Lucinda, 2008
- Phalloceros reisi Lucinda, 2008
- Phalloceros spiloura Lucinda, 2008
- Phalloceros titthos Lucinda, 2008
- Phalloceros tupinamba Lucinda, 2008
- Phalloceros uai Lucinda, 2008